# Hougong
'Hougong' 
(en chino tradicional, 後宮; pinyin, 'hòugōng'; literalmente, ‘palacio trasero’) es el nombre con que se denomina a la residencia de las esposas de los antiguos monarcas chinos (incluyendo a las concubinas), funcionarias, doncellas de palacio, príncipes menores y princesas solteras, que formaban parte del patio interior del palacio. A veces también incluye el lugar donde vivían otras familias reales cercanas, como príncipes herederos, príncipes e hijas y parientes de los reyes del condado. En la cultura popular, "tres palacios y seis patios" se utiliza a menudo para referirse al hougong. De hecho, ya sea el establecimiento de concubinas o mujeres oficiales, han existido diferentes sistemas dependiendo de la dinastía.
Para mantener la virginidad de las mujeres en el hougong, se restringía la entrada de hombres sanos. Las funcionarias, las doncellas de palacio y los eunucos eran responsables de los menesteres laborales.
En las últimas dinastías chinas, estos aposentos se conocían como hougong (後宮; hòugōng, palacio trasero o corte interior). Las mujeres que vivían en el hougong de un emperador a veces se contaban por miles. En muchos períodos de la historia china, las mujeres del hougong ejercieron varios grados de poder político, como Wu Zetian durante la dinastía Tang. En chino, este sistema polígamo se llama hougong zhidu. (後宮制度; hòugōng zhìdù, sistema del palacio trasero o interior).

## Historia temprana
La historia y las condiciones del concubinato en la China imperial se asemejan bastante a la tradición occidental. Desde los inicios históricos de las dinastías chinas, existían un tipo de consortes llamadas Ying (媵; yìng). Estas eran personas que venían con las novias como una forma de dote. Podía ser la prima o la hermana de la novia, o personas de otros países (no necesariamente de otra raza). Vale la pena señalar el hecho de que durante la Dinastía Shang, hubo momentos en los que reinaron dos emperatrices al mismo tiempo.
Los Ritos de Zhou contienen detalles minuciosos de un sistema de clasificación de las consortes imperiales. Sin embargo, dado que los "Ritos de Zhou" son considerados por los eruditos modernos como una mera constitución ficticia para una sociedad utópica, el sistema enumerado en esa obra literaria no puede tomarse palabra por palabra. Más bien, ofrece una visión aproximada del hougong de esa época.

### Sistema de clasificación según los ritos de Zhou
Los "Ritos de Zhou" establecen que los emperadores tienen derecho a lo siguiente:
1. 1 Emperatriz (王后; wáng hòu)
2. 2 Consortes (妃; "fei")
3. 3 Damas (夫人; fū rén)
4. 9 Concubinas imperiales (嬪; pín)
5. 27 Consortes hereditarias (世婦; shì fù)
6. 81 Damas imperiales (御妻; yù qī)

Un número total de 121 mujeres. Este sistema sugerido fue instalado para impedir la existencia de dos emperatrices juntas durante el mismo período de tiempo

## Cónyuges del emperador

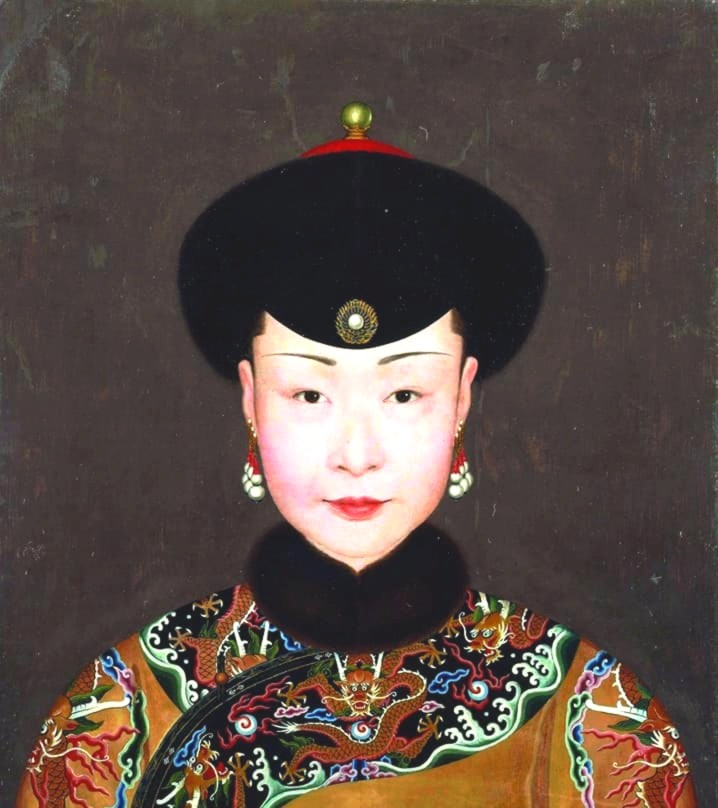
Emperatriz Ulanara de la dinastía Qing

Los rangos de concubinas y consortes eran estatus oficiales dados por el emperador a sus cónyuges mediante un sistema conocido en mandarín como 後宮制度 (hòugōng zhìdù). Según la tradición política china y el sistema de matrimonio polígamo, además de una emperatriz (王后; wáng hòu), los emperadores chinos (皇帝, pinyin: huángdì) solían tener un gran número de concubinas. El emperador confería a sus consortes y concubinas diferentes rangos según la tradición confuciana, y muchas veces se les confería títulos o se canonizaban póstumamente. El hougong era el nombre que recibía tanto el círculo de vida como los aposentos de las mismas.
Además, el emperador tenía derecho a tener relaciones sexuales con las damas del palacio, por lo que también eran consideradas como cuasi-concubinas. Sin embargo, debido al bajo nivel social de muchas de las doncellas de palacio, incluso si tenían suerte, es posible que no pudieran convertirse en concubinas. Al mismo tiempo, según el pensamiento confuciano de la época, se creía que el monarca tenía que engendrar a un príncipe, por lo que era moralmente aceptable el tener muchas concubinas.
Las concubinas eran de diversos orígenes. Las consortes y concubinas del monarca seleccionadas antes de ascender al trono se les solía conferir el título de consortes a las primeras, y concubinas a las últimas. También hubo casos especiales en los que una concubina fue posteriormente elevada al rango de emperatriz, y la primera consorte degradada a concubina o no se le confirieron títulos según el hougong, o tanto consortes como concubinas fueron conferidas el títulos de concubinas. Por lo general, a las consortes y las concubinas fallecidas también se les conferían títulos póstumos. En cuanto a la primera consorte, se le confería el título póstumo de emperatriz. Entre las concubinas, era común que las que tenían hijos recibieran títulos póstumos. Algunas doncellas de palacio y funcionarias que tenían relaciones sexuales con el emperador podían ser conferidas o tratadas como concubinas e incluso consortes. Era común que se hicieran selecciones de concubinas para ingresar al palacio de acuerdo con el sistema relevante del hougong, y algunos eran recomendadas por ministros o parientes reales para ingresar al palacio. También había mujeres de tributo que eran traídas al palacio por lugareños o súbditos y vasallos extranjeros. 
Además de las concubinas, algunos emperadores tenían concubinas a las que no se les confería ningún título, pero han obtenido un estatus real.

## Otras mujeres afortunadas
A pesar de que algunas mujeres tuvieran relaciones sexuales con el monarca, las mismas, no siempre obtenían un estatus real, pero podían servir como sirvientas de palacio, concubinas de mujeres oficiales y amantes que eran mujeres nobles o personas que tenían relaciones sexuales con el monarca pero no eran consideradas como esposa del mismo. Aunque algunas sirvientas y concubinas recibieran un estatus especial, recompensas adicionales o promociones, todavía se las consideraba sirvientas en el palacio debido a su origen humilde y a que no recibían un trato real. Ocasionalmente, el emperador otorgaría títulos a algunas amantes debido a su favor. Por ejemplo, las amantes del emperador Gaozong de la dinastía Tang, Wu Shun y el clan Helan recibieron títulos oficiales, Dama coreana (韩国夫人: hánguó fūrén) y Dama Guoguo (虢國夫人: guó guó fūrén), respectivamente. Muchas no obtenían ningún estatus especial.

## El hougong en la arquitectura imperial

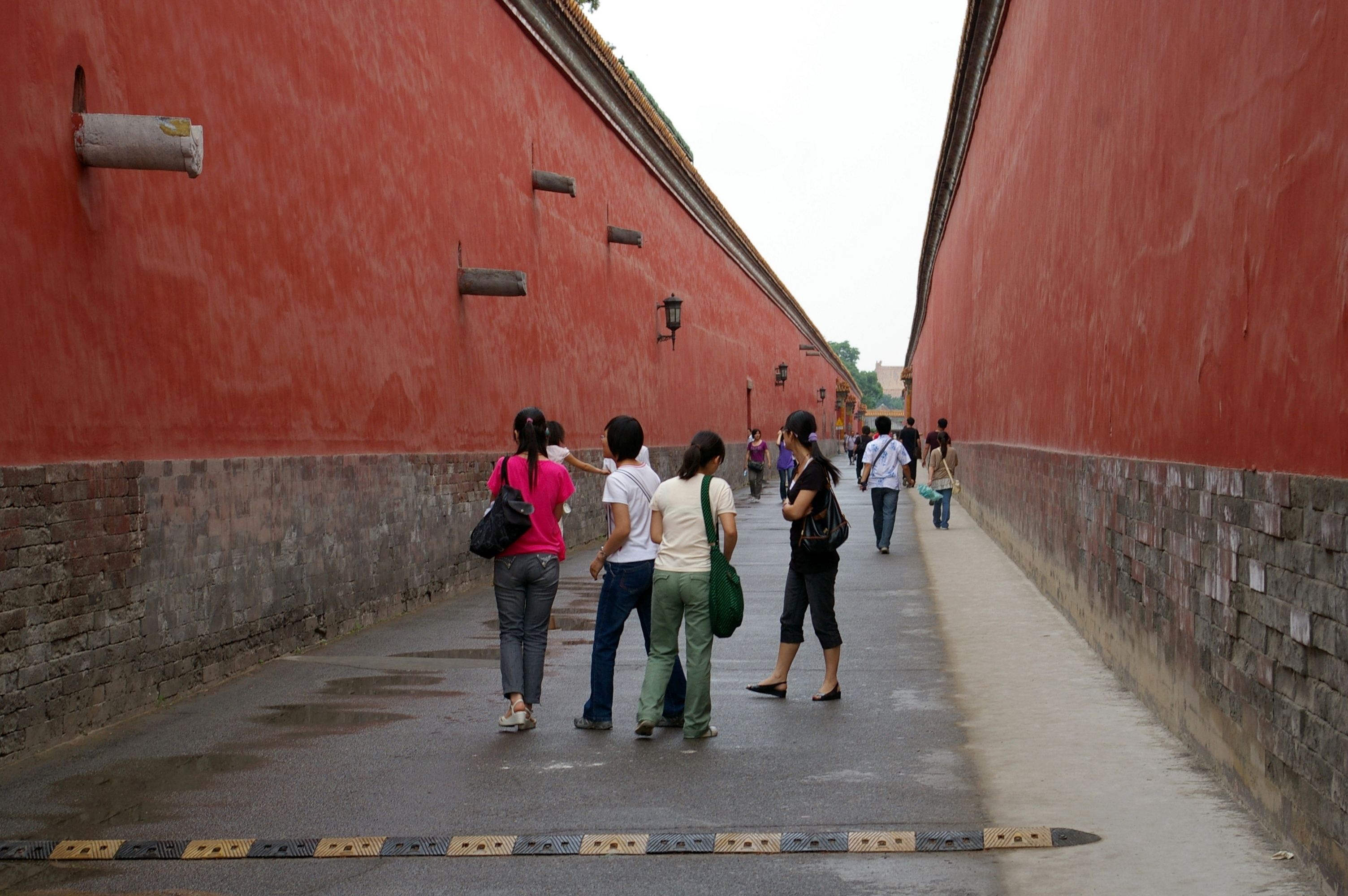
Uno de los corredores del hougong en la Ciudad Prohibida.

En la China imperial, prácticamente todos los aspectos de la vida, incluido el hougong, estaban regidos por las creencias del confucionismo. Desde el inicio de la civilización china a tiempos de la dinastía Ming, era costumbre derrumbar y reconstruir la residencia del emperador, como símbolo de poder. La capital imperial también cambió de ciudad múltiples veces. Es por ello que durante la dinastía Han, el hougong estaba ubicado en el palacio Weiyang de la ciudad de Chang'an. El salón principal era el salón Jiaofang (椒房殿; Jiāo fáng diàn), que se encontraba en el eje central del palacio. El Salón Lin, el Salón Fénix y el Salón Yilan eran las residencias de las concubinas y las hijas del príncipe. En época de la dinastía Tang, el hougong se ubicaba al norte del salón Zichen del Palacio Daming en la capital imperial Chang'an.
En la dinastía Ming, el emperador Yongle trasladó la capital a Beijing en donde construyó la Ciudad Prohibida según los preceptos del feng shui. Por tanto el hougong durante la dinastía Ming y Qing, se ubicaría en el interior de la Ciudad Prohibida. Los pabellones del hougong ocupaban pabellones laterales para compensar el poder central que correspondía al emperador. El hougong estaba separado de la corte exterior por una sucesión de puertas, comenzando en la puerta de la pureza celestial (Qiangqingmen) que la separaba de la corte exterior (Waichao) y pabellones, en los cuales las mujeres, incluida la emperatriz se desplazaban por ejes paralelos secundarios. El hougong ocupaba los seis palacios Occidentales (西六宮: Xī liù gōng), llamados también los "Tres Palacios y Seis Patios", y que incluía al palacio Chuxiu (儲秀宮: Chǔ xiù gōng), palacio Yikun (翊坤宮: Yì kūn gōng), palacio Yongshou (永壽宮:Yǒng shòu gōng), palacio Changchun (长春宫: Zhǎngchūn gōng), palacio Xianfu (咸福宮: Xián fú gōng) y el salón Taiji (太極殿: Tàijí diàn) de la Ciudad Prohibida. El desplazamiento de las concubinas estaba controlado por kilómetros de corredores, flanqueados por muros de 3 a 6 metros de alto. El Jardín Imperial (Yuhuayuan) representaba la parte más privada de la corte interior, y era el sitio de encuentro del emperador y las concubinas.

#### Seis palacios occidentales y seis orientales de la Ciudad Prohibida

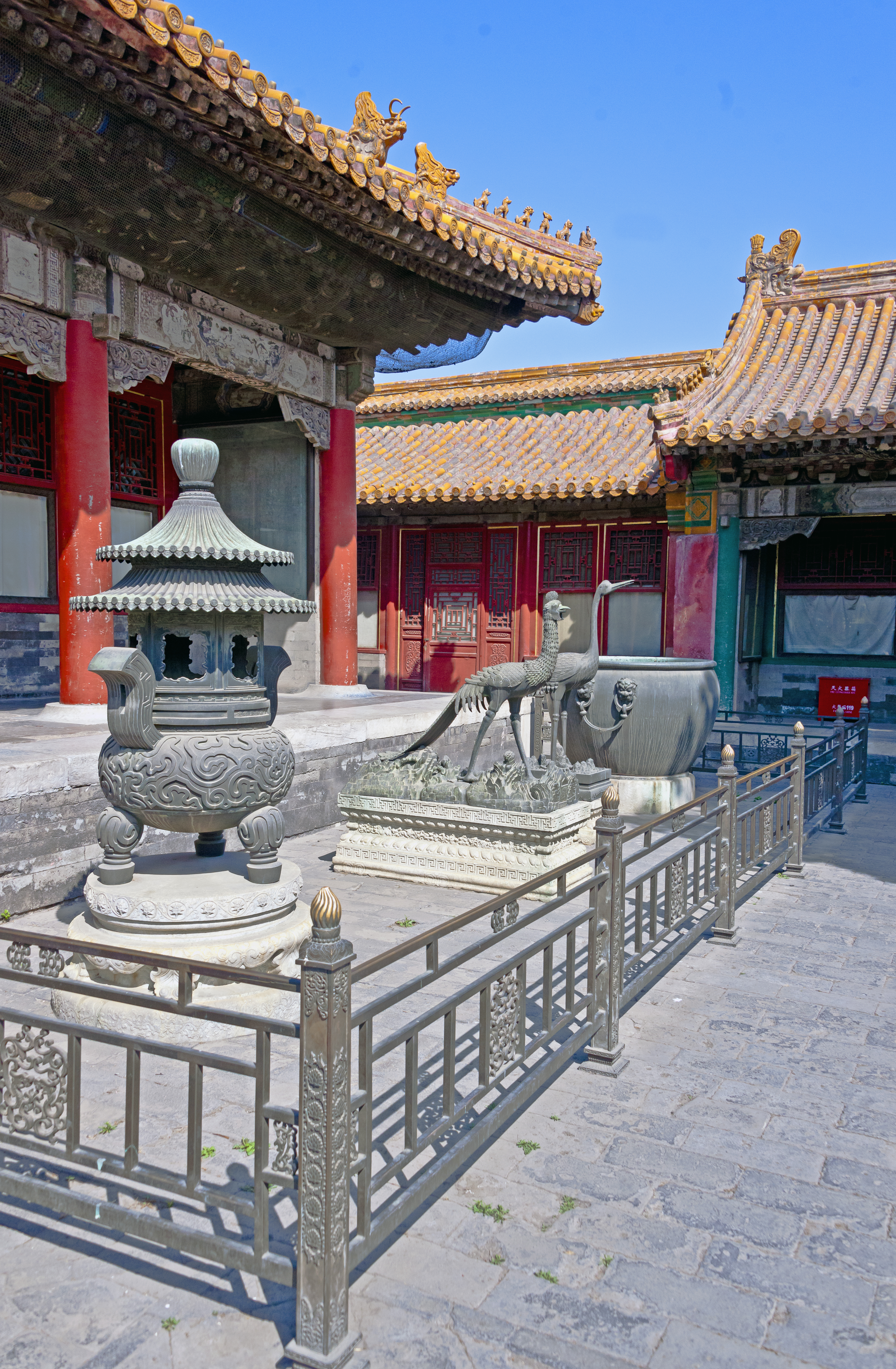
Palacio Yikun de la Ciudad Prohibida

Al oeste y al este de las tres salas principales del Patio Interior se encuentran los Palacios Occidentales (Xiliugong) y los Palacios Orientales (Dongliugong).Estos palacios eran las residencias de las consortes del hougong. Seis palacios se encuentran al oeste y seis al este de las tres salas principales, de ahí el nombre. La arquitectura de los 12 palacios, conectados por pasillos, es más o menos la misma. Los palacios occidental y oriental tienen cada uno un diseño de tres palacios a ambos lados de un callejón que va de norte a sur. Cada palacio tiene sus propios patios, salas principales y salas laterales. Las salas principales se encuentran en el medio y las salas laterales están en el este y el oeste. El frente El patio y su salón principal se usaban para recepciones, mientras que el patio trasero y su salón principal servían como viviendas.
A una consorte con el rango de Concubina o superior se le otorgaba una residencia en las secciones principales de un Palacio y era la administradora de ese Palacio, un honor en sí mismo. Las consortes de menor rango (Nobles Damas e inferiores) vivían en el salón lateral de los Palacios y eran supervisadas por la consorte de mayor rango. Los 12 Palacios fueron el lugar donde nacieron y crecieron muchos de los emperadores de la dinastía Qing, y formaron la vida diaria de la familia imperial..
Durante la era Qing tardía, la Emperatriz Viuda Cixi residía en uno de los Palacios Occidentales y se hizo conocida como la "Emperatriz Occidental". Su corregente Emperatriz Viuda Ci'an vivía en uno de los Palacios Orientales. y por lo tanto fue conocida como la "emperatriz oriental".
Los nombres de los Palacios eran:
Seis palacios occidentales 
- Palacio Yongshou o palacio de la Eterna Longevidad (永寿宫; Yongshou Gong)
- Pabellón del Principio Supremo (太极殿: Taiji Dian)
- Palacio Changchun o palacio de la Eterna Primavera]] (长春宫: Changchun Gong)
- Palacio Yikun o palacio del Honor Terrenal (翊坤宫: Yikun Gong)
- Palacio Chuxio o palacio de  la Elegancia Acumulada (储秀宫; Chuxiu Gong)
- Palacio  Xianfu o palacio de la Felicidad Universal (咸福宫: Xianfu Gong)

Seis palacios orientales
- Palacio Jingren o palacio de la Gran Benevolencia (景仁宫: Jingren Gong)
- Palacio Chengqian o palacio de la Gracia Celestial ((承乾宫: Chengqian Gong)
- Palacio Zhongcui o palacio de la Pureza Acumulada (锺粹宫: Zhongcui gong)
- Palacio Yanxi o palacio de la Felicidad Extendida (延禧宫: Yanxi Gong)
- Palacio Jingyang o palacio de Gran Brillantez (景阳宫: jingyang Gong)
- Palacio Yonghe o palacio de la Armonía Eterna (永和宫: Yonghe Gong)